# Marie Galante (pièce de théâtre)
Pour les articles homonymes, voir Marie Galante (homonymie).
Marie Galante est une pièce de Jacques Deval (1934), d'après son roman du même titre (1931), avec une importante musique de scène par Kurt Weill. 
La pièce Marie Galante de Jacques Deval a été popularisée par la musique de scène de Kurt Weill avec ses chansons (paroles coécrites par Roger Fernay). La pièce a été créée le 22 décembre 1934 au théâtre de Paris. La pièce a été adaptée au cinéma par Henry King avec Spencer Tracy (1934). Une version radiophonique a été enregistrée en 1951 avec Jeanne Moreau.

## Les chansons et pièces musicales[1]
- Introduction (instrumental)
- Les Filles de Bordeaux (chanson)
- Intermezzo (instrumental)
- Marche de l'armée panaméenne (instrumental)
- Scène au Dancing (instrumental)
- Youkali, Tango (tango-habanera instrumental, complété en 1935 avec des paroles de Roger Fernay)
- J'attends un navire (chanson)
- L'Arreglo religioso (instrumental)
- Tengo quattince ce años (instrumental)
- Le Roi d'Aquitaine (chanson)
- J'ai une âme blanche (cantique)
- Le Train du ciel (chœur)
- Yo le dije al caporal (chanson)
- Le Grand Lustucru (paroles d'après une chanson populaire, Le Grand Lustukru, recueillie par Théodore Botrel).

## Discographie
- Enregistrement de la musique originale [1]
  - Joy Bogen, soprano, Orchestre de St. Luke, dir. Victor Symonette (CD Koch Schwann).
  - Loes Luca, soprano, Ensemble Dreigroschen, dir. Giorgio Bernasconi (CD Assai)
  - Loes Luca, soprano, Willem Breuker Kollektief (CD BVHaast).
  - Lysbeth Riemersma, vocals, Dreigroschen Orchester, dir. Peter Kleine Schaars (CD Aliud).
- Enregistrement des chansons : 
  - Ute Lemper singts Kurt Weill Vol. 2 (Decca, 1993). Les paroles de cinq chansons (Les Filles de Bordeaux, Le Grand Lustucru, Le Roi d'Aquitaine, J'attends un navire  et un chœur, Le Train du Ciel) sont créditées à Jacques Deval et Roger Fernay. Les paroles de Youkali sont créditées au seul Roger Fernay.
  - Kurt Weill - Berlin - Paris - Broadway - 1928-1938, 2 CD (EPM,2000). Quatre chansons (Le Grand Lustucru, J'attends un navire,  Le Roi d'Aquitaine, Les Filles de Bordeaux) sont interprétées par Florelle, et une (J'attends un navire) par Lys Gauty. Sur ce CD le rôle de Roger Fernay est ignoré.
  - Cathy Berberian a enregistré plusieurs fois Le Grand Lustucru (exemple : CD Nel Labirinto della Vocce, Ermitage, 1993).